# Alindria amabilis
Alindria amabilis is een keversoort uit de familie schorsknaagkevers (Trogossitidae). De wetenschappelijke naam van de soort werd in 1923 gepubliceerd door Antoine Henri Grouvelle.